# Apogon chrysotaenia
 Apogon chrysotaenia és una espècie de peix de la família dels apogònids i de l'ordre dels perciformes.
Els mascles poden assolir els 12 cm de longitud total.
Es troba des d'Indonèsia fins al nord-oest d'Austràlia. També a Nova Zelanda.